# Richmond—Arthabaska
Circonscription électorale fédérale du Canada
Richmond—Arthabaska est une circonscription électorale fédérale au Québec (Canada).
La circonscription, qui se trouve au nord de la ville de Sherbrooke, chevauche les régions québécoises du Centre-du-Québec et de l'Estrie.

## Géographie
Elle comprend les MRC des Sources et d'Arthabaska ainsi que le centre de la MRC du Val-Saint-François, et inclut notamment les villes de Victoriaville, de Val-des-Sources, Windsor, Warwick, Kingsey Falls, Danville et Richmond ainsi que les municipalités de Saint-Denis-de-Brompton, Saint-Christophe-d'Arthabaska et Saint-François-Xavier-de-Brompton.
Les circonscriptions limitrophes sont Drummond, Bécancour—Nicolet—Saurel, Mégantic—L'Érable, Compton—Stanstead, Brome—Missisquoi et Shefford.

## Historique
La circonscription de Richmond—Arthabaska est créée en 1996 avec des parties des circonscriptions de Drummond, Richmond—Wolfe, Compton—Stanstead et Lotbinière—L'Érable. Lors du redécoupage électoral de 2013, elle n'est pas modifiée.

## Députés

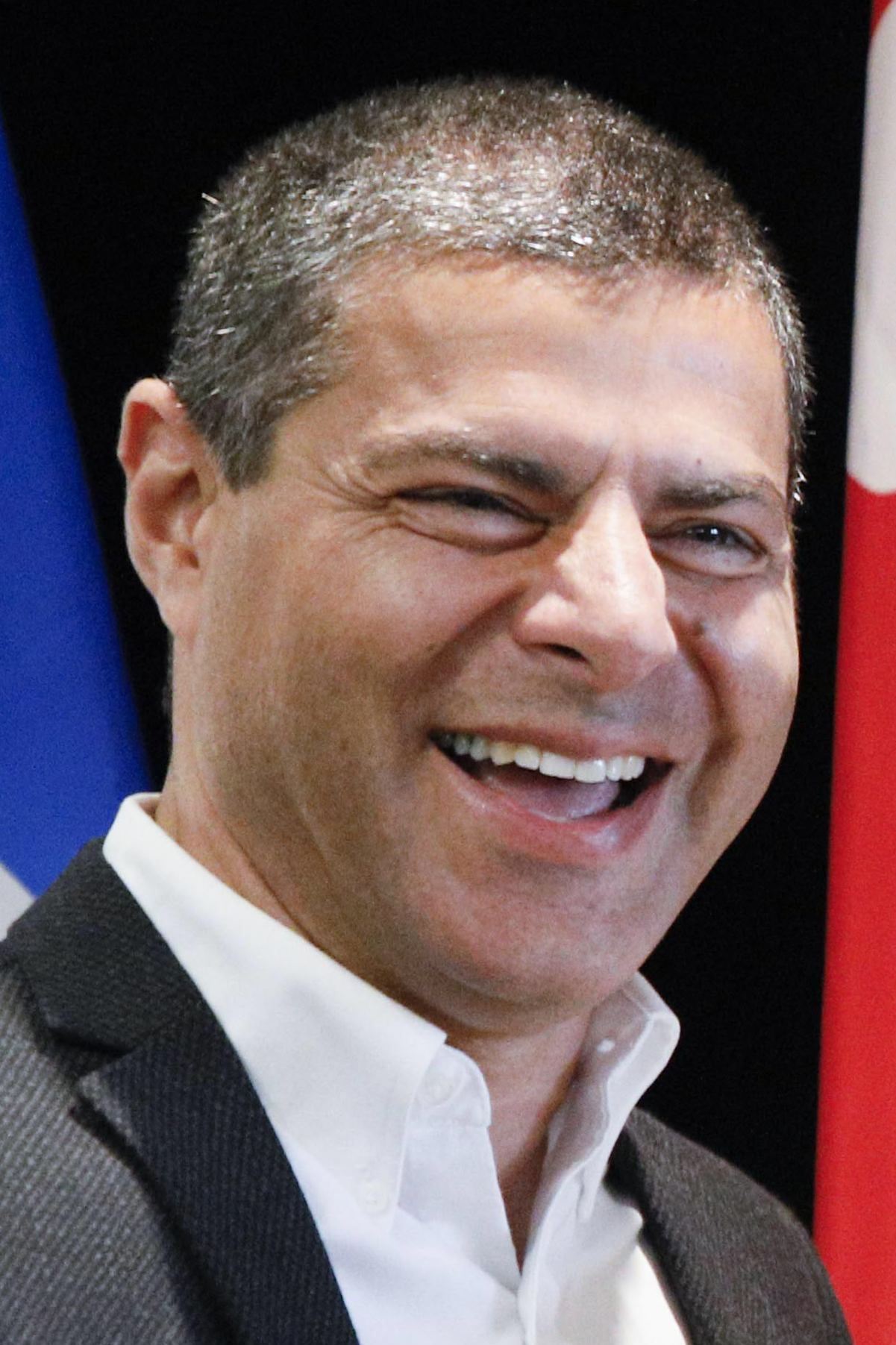
Alain Rayes, député de 2015 à 2025

| Législature                                                                                     | Années        | Député           | Parti | Parti                     |
| ----------------------------------------------------------------------------------------------- | ------------- | ---------------- | ----- | ------------------------- |
| Richmond—Arthabaska issue de Drummond, Richmond—Wolfe, Compton—Stanstead et Lotbinière—L'Érable |               |                  |       |                           |
| 36e                                                                                             | 1997–2000     | André Bachand    |       | Progressiste-conservateur |
| 37e                                                                                             | 2000–2003     | André Bachand    |       | Progressiste-conservateur |
| 37e                                                                                             | 2003–2004     | André Bachand    |       | Indépendant               |
| 38e                                                                                             | 2004–2006     | André Bellavance |       | Bloc québécois            |
| 39e                                                                                             | 2006–2008     | André Bellavance |       | Bloc québécois            |
| 40e                                                                                             | 2008–2011     | André Bellavance |       | Bloc québécois            |
| 41e                                                                                             | 2011–2014     | André Bellavance |       | Bloc québécois            |
| 41e                                                                                             | 2014–2015     | André Bellavance |       | Indépendant               |
| 42e                                                                                             | 2015–2019     | Alain Rayes      |       | Conservateur              |
| 43e                                                                                             | 2019–2021     | Alain Rayes      |       | Conservateur              |
| 44e                                                                                             | 2021–2022     | Alain Rayes      |       | Conservateur              |
| 44e                                                                                             | 2022–2025     | Alain Rayes      |       | Indépendant               |
| 45e                                                                                             | 2025–en cours | Eric Lefebvre    |       | Conservateur              |

## Résultats électoraux
Modèle:Élection générale canadienne de 2025 — Richmond—Arthabaska
|       | Candidat                   | Parti          | # de voix | % des voix |
|       | Jean-Philippe Bachand      | Conservateur   | +13 145,  | 24,66 %    |
|       | (sortant) André Bellavance | Bloc québécois | +18 033,  | 33,83 %    |
|       | Marie-Josée Talbot         | Libéral        | +03 711,  | 6,96 %     |
|       | Isabelle Maguire           | NPD            | +17 316,  | 32,49 %    |
|       | Tomy Bombardier            | Vert           | +01 098,  | 2,06 %     |
| Total | Total                      | Total          | 53 303    | 100 %      |